# Johannes van der Aeck

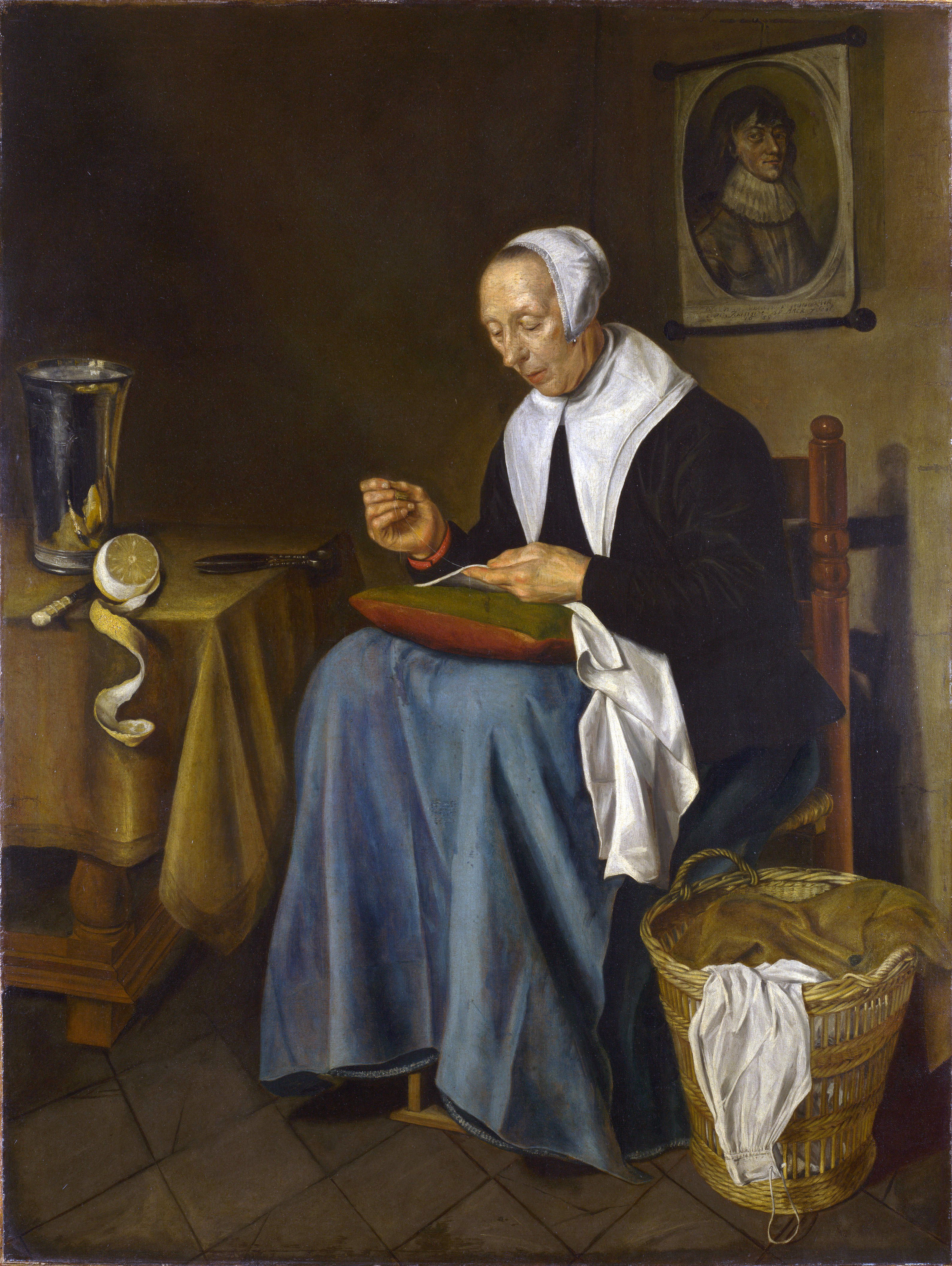
Johannes van der Aeck: Sitzende alte Frau mit Näharbeit. 1655. London, National Gallery.

Johannes van der Aeck (getauft 3. Februar 1637 in Leiden; begraben 21. März 1682 in Leiden) war ein holländischer Maler und Weinhändler.
Namensvarianten: Johannes Claesz. van der Aeck, Johannes van der Aack, Johannes Claesz. van der Aack (Bevorzugte Schreibweise beim Rijksbureau voor Kunsthistorische Documentatie = Johannes van der Aeck).
Über das Leben von Johannes van der Aeck ist nur wenig bekannt. Er war der Sohn des Weinhändlers und ehemaligen Leutnants zur See Nicolaes van der Aeck und der Geertruyt Jansdr. van Hogenacker. Über seine künstlerischen Wurzeln ist nichts bekannt. Vermutlich kam er über die Vergangenheit seiner Stiefmutter Cathalina Biervlieth, die die Witwe des Malers Jacques de Rousseaux war, zur Malerei. Ab Mai 1650 besuchte er die Universität in Leiden. Am 3. Dezember 1657 heiratete er und am 14. April 1658 wurde er Mitglied der Lukasgilde seiner Heimatstadt, wo er 1673 das Amt des hoofdman und 1674 und 1676 das Amt eines Dekan bekleidete. Ab 1676 ist er zusätzlich als selbstständiger Weinhändler belegt.
Von den Kunstwerken Johannes van der Aecks hat sich nur wenig erhalten. Mit Sicherheit ist ihm nur eine mit „Johannes-Ab Aack fecit/ 16 55“ signierte Sitzende alte Frau mit Näharbeit zuzuweisen, die sich heute in der National Gallery in London befindet. Von diesem Bild ausgehend ist zu vermuten, dass er sich in seiner künstlerischen Tätigkeit vorwiegend auf Genrebilder spezialisiert hatte.
Es ist anzunehmen, dass er von seiner Kunst allein nicht leben konnte und seinen Unterhalt auf andere Weise verdienen musste.